# 格蘭特鎮區 (堪薩斯州里諾縣)
格蘭特鎮區（英語：Grant Township）是位於美國堪薩斯州里諾縣的一個行政鎮區。

## 地方資料
格蘭特鎮區的面積為115.72平方千米，當中陸地面積為114.26平方千米，而水域面積為1.46平方千米。根據2010年美國人口普查的數據，當地共有人口1348人，而人口密度為每平方千米11.65人。

## 外部連結
- US-Counties.com
- City-Data.com （页面存档备份，存于）